# Bessens
Bessens är en kommun i departementet Tarn-et-Garonne i regionen Occitanien i södra Frankrike. Kommunen ligger i kantonen Grisolles som tillhör arrondissementet Montauban. År 2022 hade Bessens 1 470 invånare.

## Befolkningsutveckling
Antalet invånare i kommunen Bessens
| Referens: INSEE |

## Monument

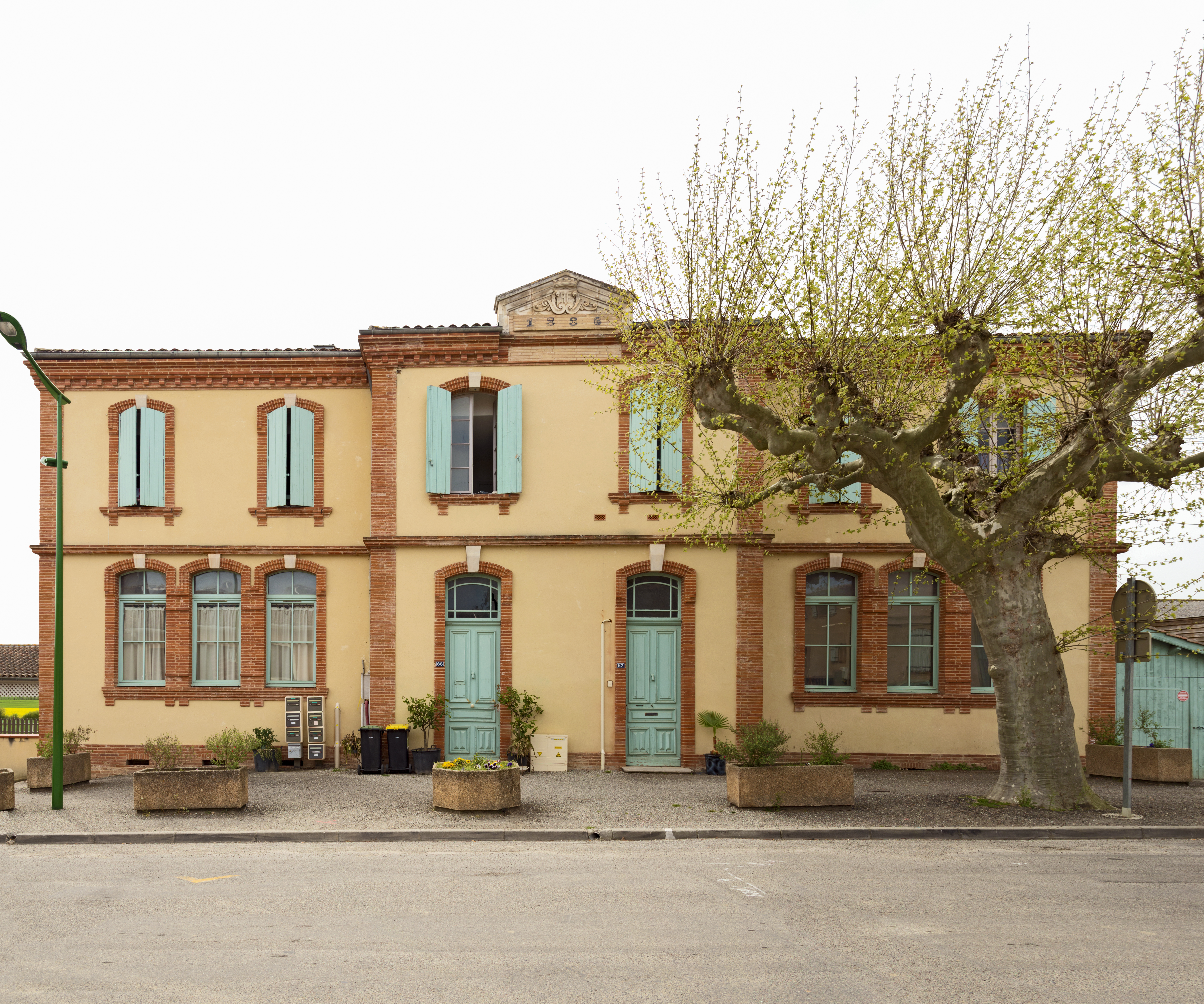
Stadshuset.
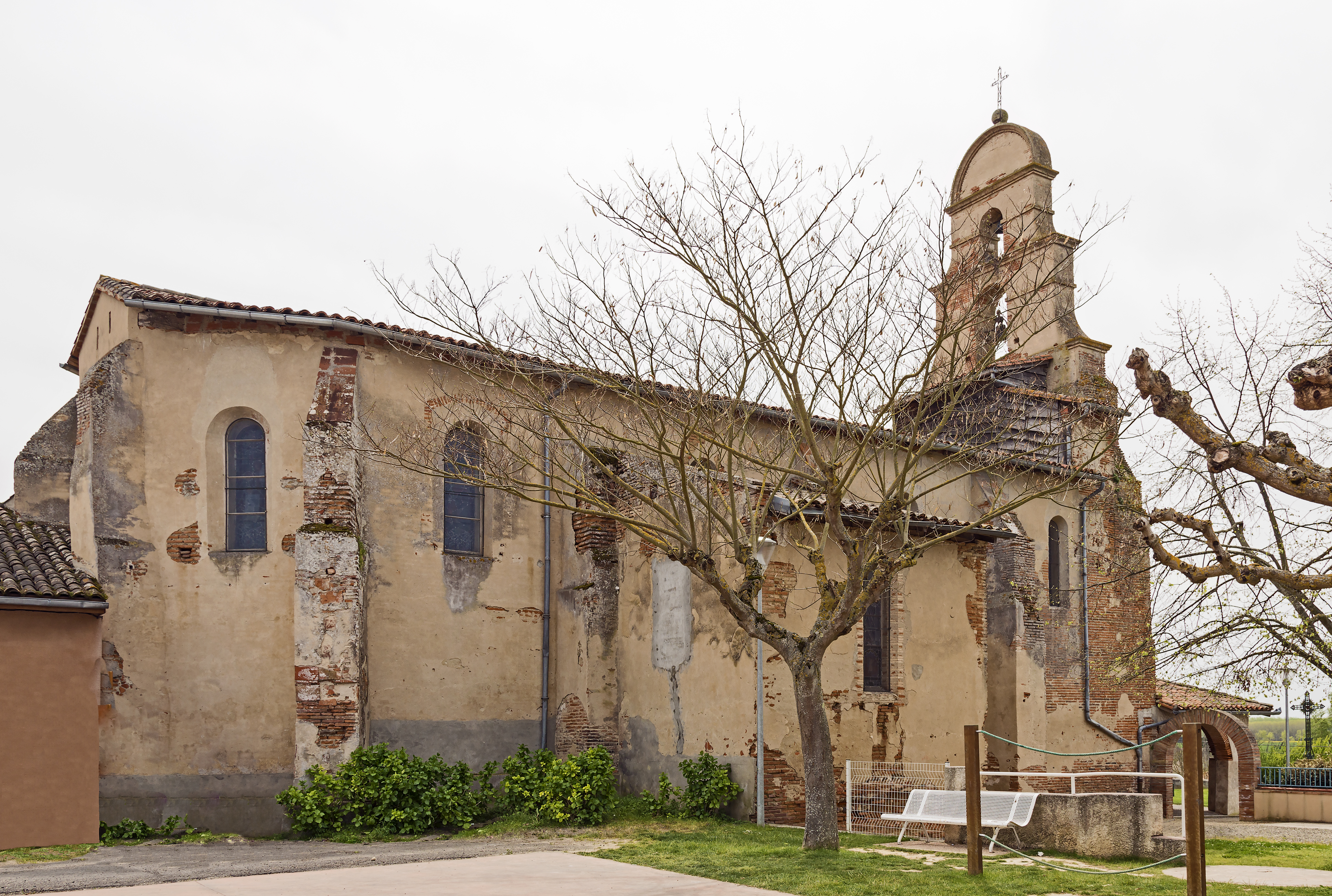
Kyrkan.
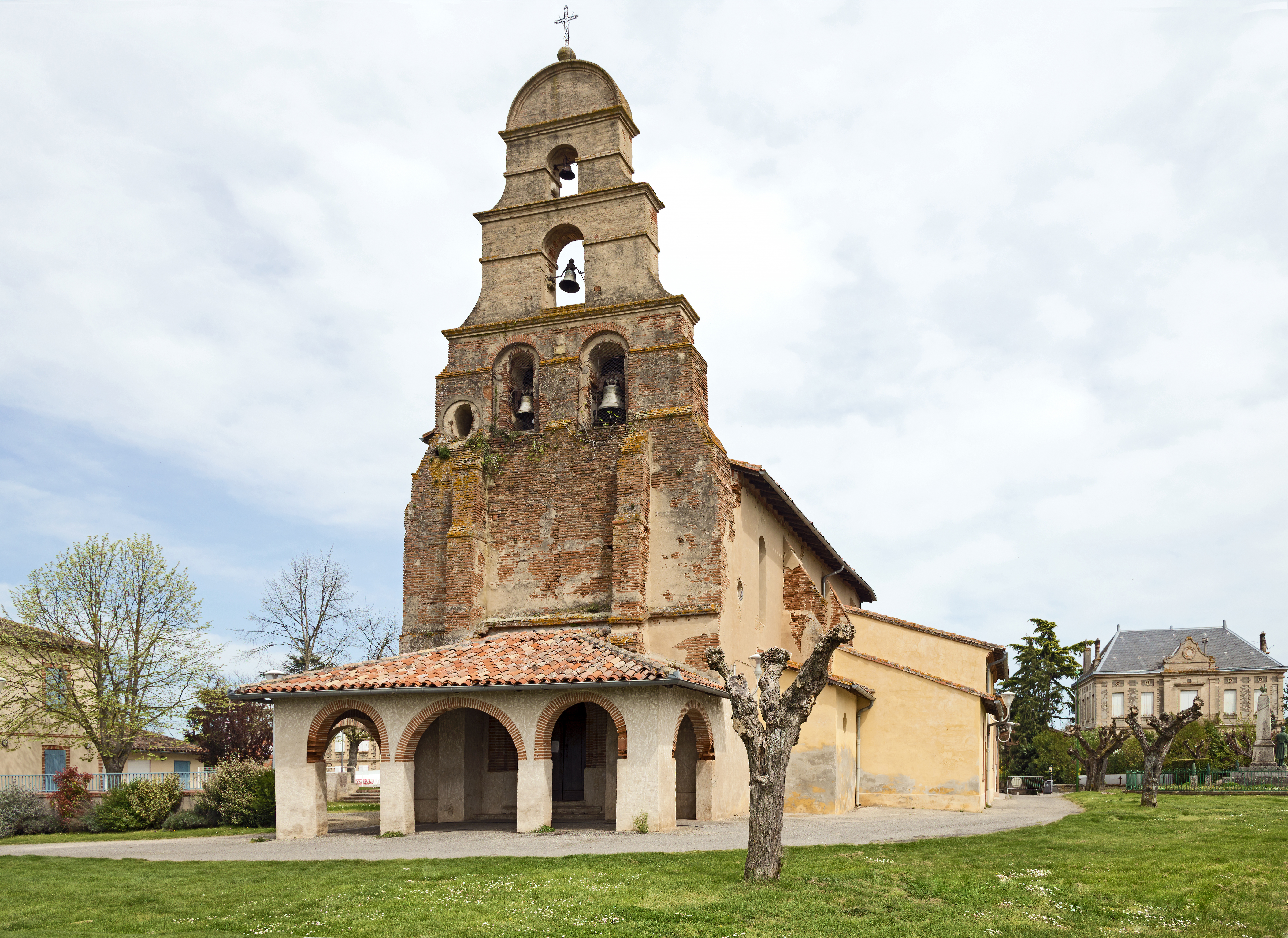
Klocktorn.
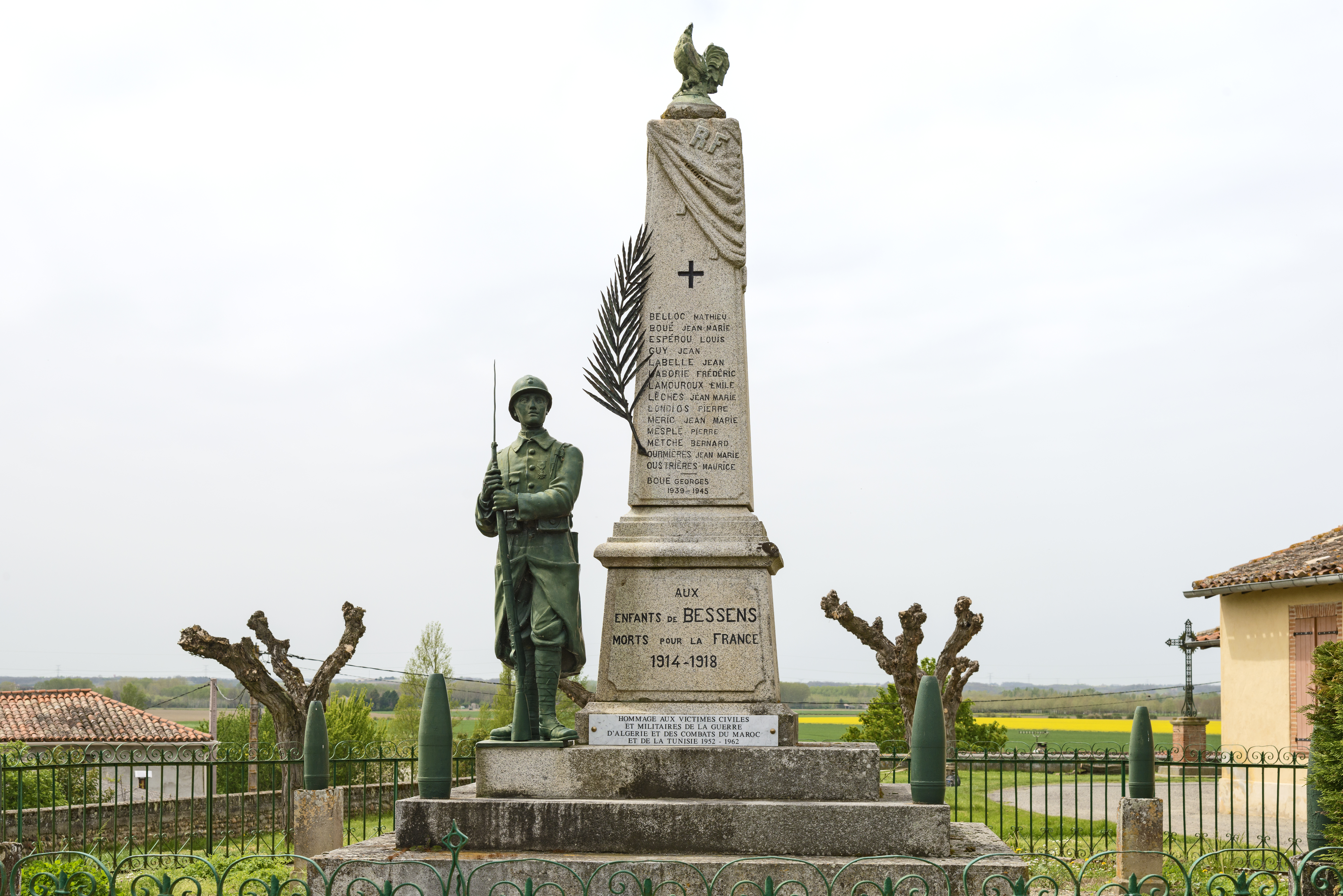
Kriger minnesmärke.